# ドルメンX
『ドルメンX』（ドルメンエックス）は、高木ユーナによる日本の漫画作品。また、それを原作とした実写ドラマ、実写映画。

## 漫画
『ヒバナ』（小学館）にて2015年4月号（創刊号）から2017年9月号（最終号）まで連載された。

### 単行本
4巻のみ分厚い構造になっている。
- ドルメンX 1（2016年3月11日、ISBN 978-4091874962）
- ドルメンX 2（2016年3月11日、ISBN 978-4091874979）
- ドルメンX 3（2016年6月10日、ISBN 978-4091877031）
- ドルメンX 4（2017年7月12日、ISBN 978-4091896605）

## 実写ドラマ
2018年3月10日（11日深夜）から3月31日（4月1日）まで、日本テレビ『ネクストブレイク』枠（毎週土曜日24:55 - 25:25）にて放送された。全4回。原作をベースとしたオリジナルストーリーである。

### キャスト
- 隊長 - 志尊淳
まっすぐバカなクール系のリーダー。
- イチイ - 浅香航大
- ニイ - 小越勇輝
- サイ - 堀井新太
- ヨイ - 玉城ティナ
- 実光修吾 - 桐山漣
- MANABU - 白洲迅
- 舞園先生 - 青木さやか
- 羽多野社長 - 徳井義実 (チュートリアル)

### スタッフ
- 原作 - 高木ユーナ
- 監督 - 小室直子
- 脚本 - 樫田正剛
- 音楽プロデューサー - くっきー(野性爆弾)
- 振り付け - 夏まゆみ
- プロデューサー - 鈴間広枝、坂下哲也
- 制作協力 - AXON
- 製作著作 - 日本テレビ

### 実写映画
『劇場版 ドルメンX』のタイトルで、2018年6月15日に公開された。テレビドラマに追加シーンを加え再編集した作品となっている。